# Хлопчатник Стёрта
Хлопча́тник Стёрта, или Пустынная роза Стёрта (лат. Gossypium sturtianum) — вид многолетних растений из семейства Мальвовые (лат. Malvaceae).
Растение было обнаружено английским исследователем Чарльзом Стёртом во время путешествия по Австралии в 1844-45 годах. Ботаническое имя было дано австралийским ботаником Джеймсом Виллисом в 1947 году.

## Ботаническое описание

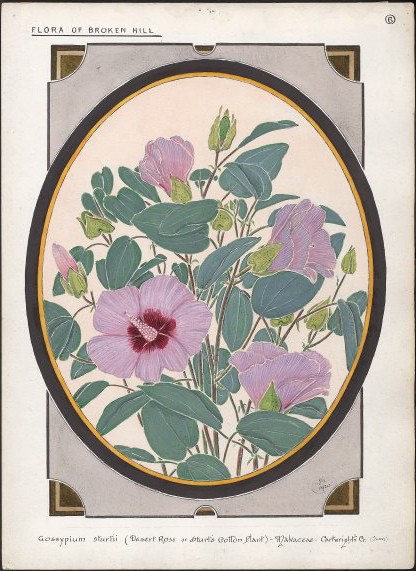
Ботаническая иллюстрация.

Многолетний кустарник высотой около 1 метра (в природе), при культивировании высота может достигать 2 метров, продолжительность жизни до 10 лет.
Листья овальной в формы и приблизительно 5 см длиной, тёмно-зелёные с чёрными точечными штрихами.
Цветы диаметром до 12 см, лепестки длиной до 5 см, окраска варьирует от розового и сиренево-малинового с красным основанием.
Плод — капсула, приблизительно 1 см длиной и содержит много маленьких семян, покрытых короткими шелковистыми волосами.
Цветение круглогодичное, но достигает пика в декабре—январе.

## Распространение и экология
Встречается в южной части Северной территории, на северо-востоке Южной Австралии, западе Квинсленда и Нового Южного Уэльса и севере Западной Австралии.
Хлопчатник Стёрта произрастает на каменисто-песчаной почве, вдоль сухих русел ручьёв, оврагов и ущелий. Это означает, что растение может запасать воду и выдерживать длительную засуху. Адаптация растения к этим условиям включает: 
- сильная внутренняя структура, это предотвращает поникание растения и уменьшает испарение влаги.
- малое число устьиц, или они защищены, что также означает уменьшенную потерю влаги; устьица найдены на нижней стороне листа.
- растение может запасть воду в стволе, корневой системе или листьях, что уменьшает потребность в дождевых осадках.
- глубоко уходящая корневая система, позволяющая добраться до водоносных слоев.
- семена растения не функционируют прежде, чем они прорастут.
- в растении содержится ядовитое вещество госсипол, которое уменьшает шанс быть съеденным травоядными животными.

## Культура и искусство

Флаг Северных территорий; на правой половине флага — изображение хлопчатника Стёрта.

12 июля 1961 года Правительством Содружества Хлопчатник Стёрта был объявлен цветочной эмблемой Северной Территории. В Исполнительном Утверждении в июне 1975 года Лидер партии большинства в Законодательном собрании Северной территории подтвердил этот вид как цветочную эмблему. Начиная с предоставления самоуправления Северной территории, в 1978 году, растение было включено в различные знаки отличия и таким образом стало символом региона.
Почтовые марки с изображениями Хлопчатника Стёрта в качестве эмблемы Северной Территории были выпущены 1 октября 1971 года, 27 апреля 1970 года и 28 сентября 1970 года, номиналами 2, 4 и 6 центов соответственно. Они дополнили набор из шести марок, выпущенных в 1968 году, изображающих цветочные эмблемы штатов Австралии. Предоставление самоуправления штату было ознаменовано выпуском 19 июня 1978 года почтовой марки номиналом 18 центов, на которой Хлопчатник Стёрта был изображён ниже карты Австралии с очерченной Северной Территорией.